# Ponte Grande (ponte de São Paulo)
A Ponte Grande foi uma ponte que cruzava o rio Tietê, na cidade de São Paulo, Brasil. Trata-se de uma obra de engenharia histórica que remonta ao início do século XVIII, por volta do ano de 1700. Considerada um marco importante da expansão colonial no Brasil, essa ponte desempenhou um papel crucial na conexão de diferentes regiões do país e no desenvolvimento econômico e social da época. 
Interligava a região de mesmo nome, proxima do bairro da Luz com a Fazenda de Sant' Ana, a principal fazenda suburbana do Colégio de São Paulo dos Campos de Piratininga.

## História
A ponte foi construída a mando da Coroa Portuguesa, considerada a primeira obra de engenharia de São Paulo. Acredita-se que ela tenha sido construída por bandeirantes e trabalhadores indígenas, muitas vezes forçados a realizar essas obras sob o sistema de trabalho compulsório. Durante o século XVIII, a ponte era utilizada por bandeirantes, viajantes e comerciantes que transportavam produtos como açúcar, ouro, tabaco e gado.
A ponte foi feita utilizando materiais disponíveis na região, como pedras e madeira. Recebeu ao longo do tempo cobertura de ferro fundido sobre pilares de pedra.  Sua arquitetura era robusta, projetada para suportar o peso de carroças carregadas e grandes grupos de pessoas e animais. O uso de técnicas rudimentares, porém eficazes, garantiu a durabilidade da construção, que permaneceu funcional por séculos. Atravessava o rio Tietê, que na época era chamado de rio Guaré. Graças a essa obra se deu mais efetivamente o desenvolvimento das terras setentrionais, além-Tietê.
A localização da ponte não foi escolhida por acaso. O local estratégico permitia a integração de diferentes partes do território, facilitando o deslocamento entre vilas e povoados. Além disso, a ponte fazia parte de um importante eixo de circulação que conectava a região de São Paulo às áreas mais distantes do interior, como a "Estrada para Bragança", atual Rua Voluntários da Pátria.
Abrigava um observatório astronômico e um Museu Indígena. O observatório, popularmente chamado de “Observatório da Ponte Grande”, é considerado o primeiro da cidade. Estima-se que tenha sido construído entre os anos 1865-1870 e tenha passado por demolição no final da década de 1930.
A prova da Travessia de São Paulo a Nado, criada por Cásper Líbero, ocorreu pela primeira vez em 1924. Iniciava-se na ponte da Vila Maria, passando pelo bairro da Corôa (Vila Guilherme) e finalizava nas proximidades do Clube Esperia, no bairro da Ponte Grande. A competição possuia cinco quilômetros e meio e foi realizada até 1944, quando a poluição já começava a afetar o rio onde o evento acontecia. Foram 20 edições anuais realizadas ao todo. Era a prova mais disputada, reunindo mais do que 1.900 atletas. Na primeira metade do século XX, a ponte era um local privilegiado para as torcidas que acompanhavam as regatas dos clubes Regatas Tietê e Esperia, realizadas no rio.
Em 1940 a ponte foi demolida, obsoleta para demanda de carros da metrópole e devido as obras de retificação do rio Tietê, sendo substituída pela atual Ponte das Bandeiras - Senador Romeu Tuma. Na sua inauguração, em 25 de janeiro de 1942, estiveram presentes o então presidente Getúlio Vargas e o então prefeito da cidade Francisco Prestes Maia, sendo construída em arco de concreto.
Com a construção da Marginal Tietê, entre o fim dos anos 1960 e o início da década de 1970, o remo teve de ser praticado longe do bairro de Ponte Grande, na Raia Olímpica da USP. Em 1970, foi feita uma regata de despedida do Tietê.
A ponte foi citada no livro "Tietê - O Rio do Esporte", do jornalista Henrique Nicolini.

## Galeria

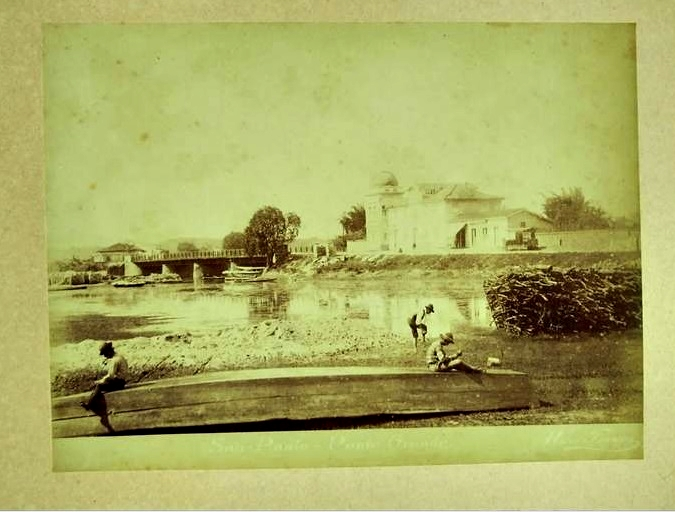
Ponte Grande circa 1870-1882, em imagem do fotógrafo carioca Marc Ferrez (1843-1923). Acervo da Biblioteca Mário de Andrade.
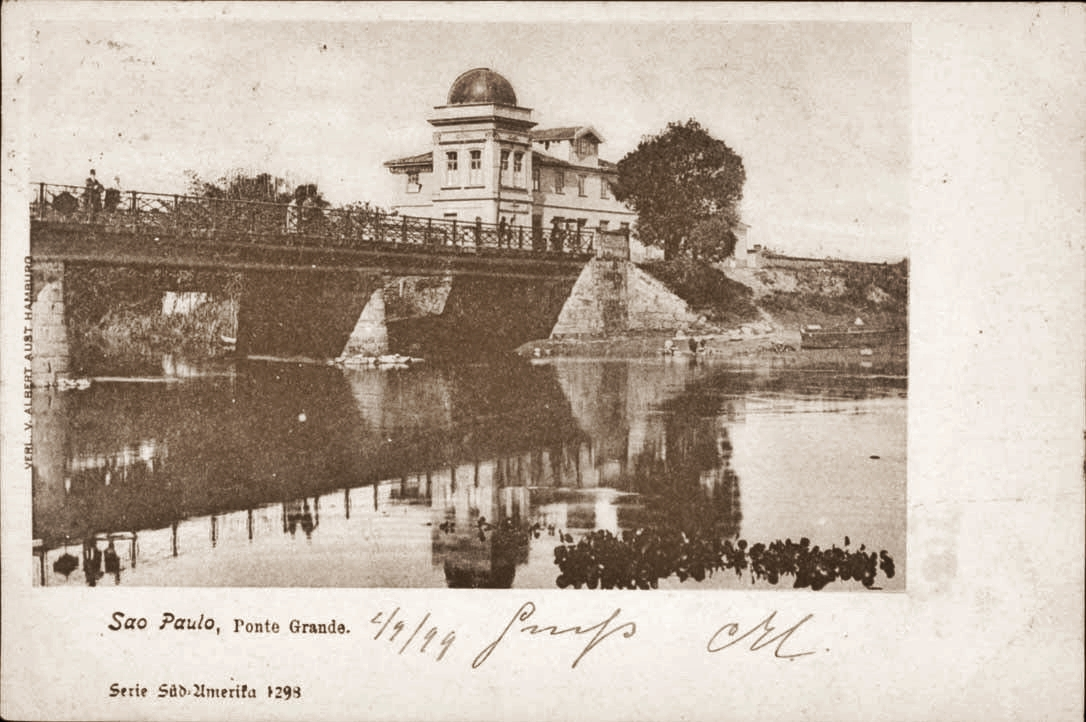
A Ponte Grande e Observatório Astronômico em postal circulado em 1899 – Série Sud Amérika – Ver. Albert.
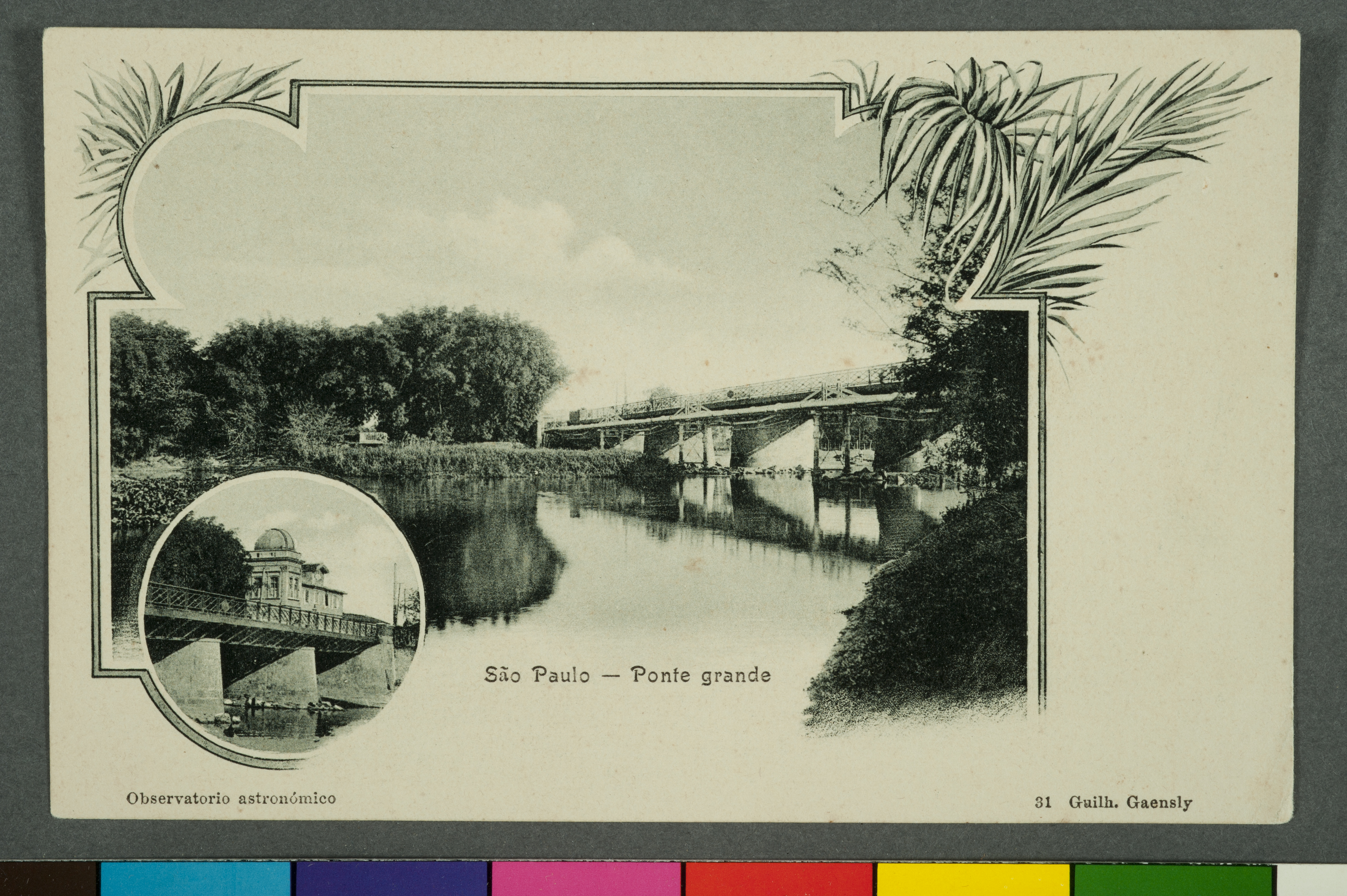
Guilherme Gaensly, cartão-postal de 1900
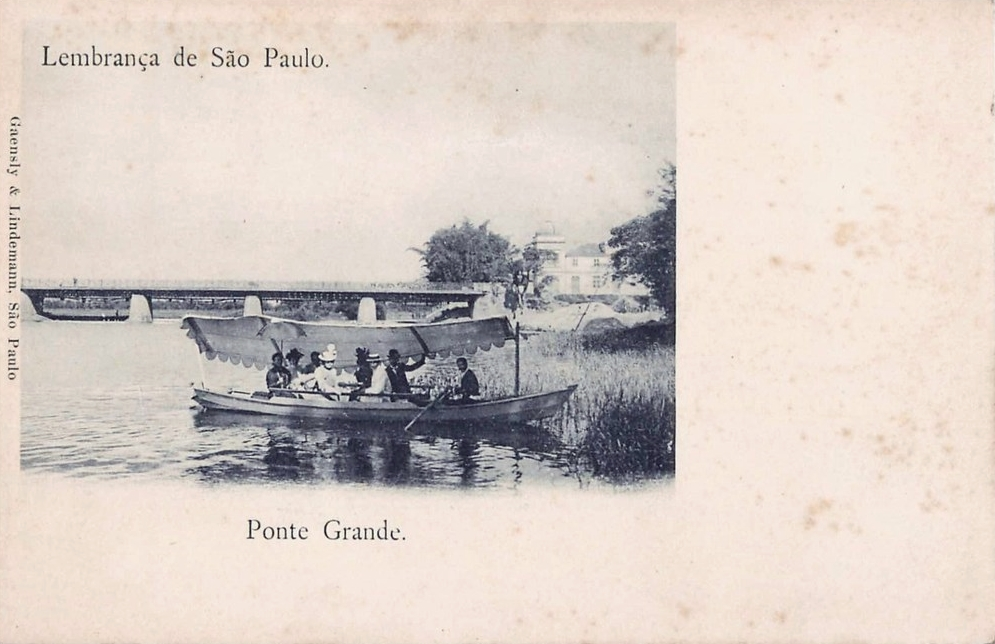
1900 - Ponte Grande e barco - Guilherme Gaensly
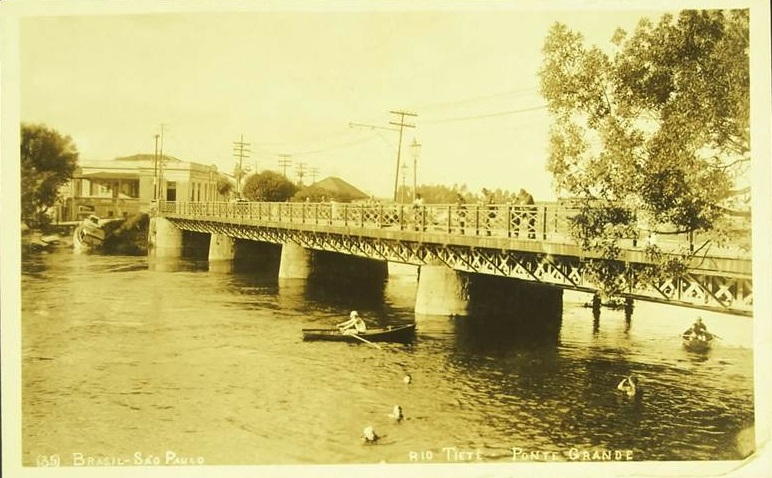
1904 - Postal circulado em 1904, destaca o Observatório Astronômico, escondido pelas árvores.
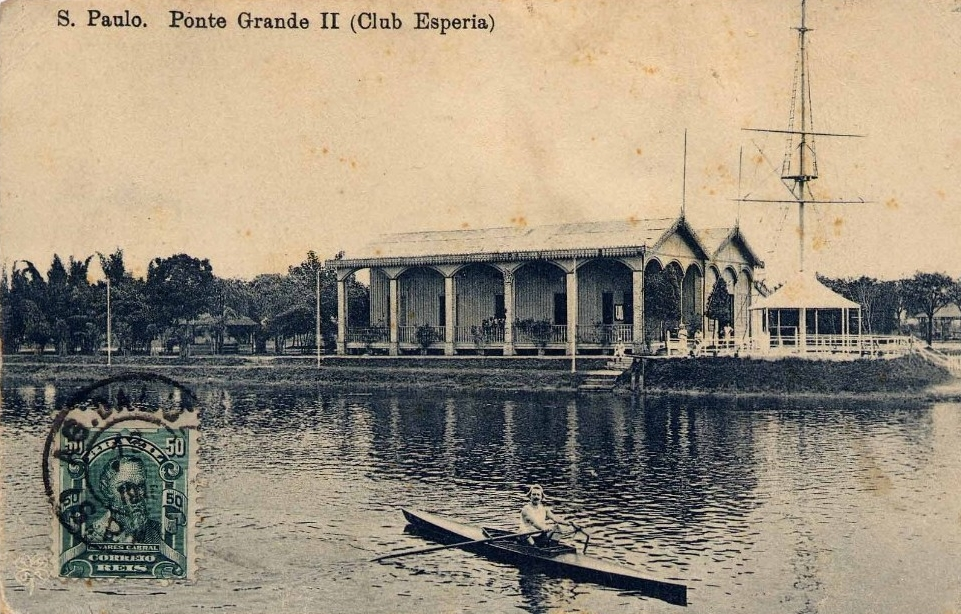
1910 - Clube Espéria